# Лепнат за теб
Лепнат за теб (на английски: Stuck On You) е американски филм от 2003 г. с участието на Мат Деймън, Грег Киниър, Ева Мендес, Шер и Бен Карсън. Първоначално за главните роли са били избрани Уди Алън и Джим Кери.
Времетраенето на филма е 118 минути.